# Cretadhefdaa taouzensis
Cretadhefdaa taouzensis (лат.) — вид вымерших бесхвостых земноводных, живших во времена позднемеловой эпохи. Известен по ископаемым остаткам из отложений формации Дуира (Douira Formation) группы Кем-Кем (Kem Kem Group) в Марокко, относящихся к среднему сеноману (96—95 млн лет). Единственный вид рода Cretadhefdaa.
Cretadhefdaa является древнейшим представителем клады Neobatrachia, обнаруженным за пределами Южной Америки. Открытие этого вида свидетельствует о том, что представители Neobatrachia уже были широко распространены по всей южной Гондване в самом начале познемеловой эпохи.

## История открытия
Вид и род были научно описаны в 2022 году Альфредом Лемьером (Alfred Lemierre) и Дэвидом К. Блэкберном (David C. Blackburn). Родовое название Cretadhefdaa образовано от Cretaceous —  «меловой», и транслитерации арабского dhefdaa (также иногда пишется как dheftha или thedfaa) — «лягушка». Видовое название taouzensis относится к типовой местности — Taouz.
Голотип UCRC-PV94 представлен задней частью черепа, включающей совместно окостеневшие и неполные лобно-теменные кости (frontoparietals), парасфеноид (parasphenoid) и проотико-затылочную кость (prooticooccipital).